# Luis Dávila Solera
Luis Dávila Solera (Heredia, 6 de febrero de 1872 - San José, 5 de octubre de 1948) es un juez costarricense.

## Biografía
Nació en Heredia, el 6 de febrero de 1872. Sus padres fueron Manuel María Dávila Gutiérrez y Ana María Solera Arias. Casó con Joaquina Ugalde Echeverría.
Cursó estudios en el Liceo de Costa Rica y se graduó de licenciado en Leyes en la Escuela de Derecho en 1896.
Fue Alcalde y Juez Civil de Heredia, Magistrado de la Sala Primera de Apelaciones de 1904 a 1915, Magistrado de la Sala de Casación de 1915 a 1916, Presidente de la Sala Primera de Apelaciones en 1916 a 1917, nuevamente Magistrado de Casación de 1917 a 1920 y de 1922 a 1942, y Presidente de la Corte Suprema de Justicia de Costa Rica de 1935 a 1938.
Participó activamente en las tareas de reformas de varias leyes importantes, especialmente el Códigos de Procedimientos Penales de 1906.

## Fallecimiento
Falleció en San José, el 5 de octubre de 1948 a los 76 años de edad.